# Nycteris arge
Nycteris arge је врста сисара из реда слепих мишева и породице Nycteridae. 

## Распрострањење
Врста је присутна у ширем подручју Африке: Анголи, Бурундију, Габону, Гани, ДР Конгу, Екваторијалној Гвинеји, Камеруну, Кенији, Либерији, Нигерији, Обали Слоноваче, Републици Конго, Руанди, Сијера Леонеу, Судану, Танзанији, Тогу и Уганди.

## Станиште
Врста Nycteris arge има станиште на копну.

## Угроженост
Ова врста није угрожена, и наведена је као последња брига јер има широко распрострањење.

### Популациони тренд
Популација ове врсте је стабилна, судећи по доступним подацима.